# Ларіджан (бахш)
Ларіджан (перс. لاریجان) — бахш в Ірані, в шагрестані Амоль остану Мазендеран. За даними перепису 2006 року, його населення становило 8089 осіб, які проживали у складі 2406 сімей.

## Дегестани
До складу бахша входять такі дегестани:
- Бала-Ларіджан
- Ларіджан-е Софла